# BEST AKINA 메모아
《BEST AKINA 메모아》(BEST AKINA メモワール)는 일본의 여가수 나카모리 아키나(中森明菜)의 첫 번째 베스트 음반으로 1983년 12월 21일에 발매하였다. (LP: L-12590, CT: LKF-8090)
그녀의 첫 베스트 음반이었던 만큼 여태까지 발매한 모든 싱글곡이 수록되어 있으며 그녀의 정규 음반에 나왔던 곡들 역시 추려서 담겨져 있다. 1984년 1월 9일, 오리콘 주간 LP 차트에 처음으로 진입, 1위를 달성하였고 이후로도 1월 30일까지 5주 연속 정상의 자리를 지켰다. 1월 16일자 LP 차트는 2주 통산 합계였기 때문에 4주 동안 1위를 지켰지만 매상은 5주치로 나온 것이다. 이후로도 24주 동안 오리콘 주간 LP 차트 톱100에 머물렀으며, 뒤이어 1984년 연간 LP 차트 6위를 달성하는 준수한 성적을 거뒀다.

## 수록곡
| #            | 제목                                                                                     | 작사            | 작곡              | 편곡                           | 재생 시간 |
| ------------ | ---------------------------------------------------------------------------------------- | --------------- | ----------------- | ------------------------------ | --------- |
| 1.           | 〈〈금구〉(禁区 긴쿠[*])〉                                                               | 우리노 마사오   | 호소노 하루오미   | 호소노 하루오미, 하기타 미츠오 | 3:46      |
| 2.           | 〈〈트와일라이트 -석양 편지-〉(トワイライト -夕暮れ便り- 토와이라이토 유구레다요리[*])〉 | 키스기 에츠코   | 키스기 다카오     | 하기타 미츠오                  | 4:41      |
| 3.           | 〈〈캔슬!〉(キャンセル! 캰세루[*])〉                                                     | 우리노 마사오   | 이즈 카즈히코     | 하기타 미츠오                  | 3:24      |
| 4.           | 〈〈당신의 포트레이트〉(あなたのポ－トレ－ト 아나타노포토레토[*])〉                      | 키스기 에츠코   | 키스기 다카오     | 하기타 미츠오                  | 4:18      |
| 5.           | 〈〈유리색 밤에〉(瑠璃色の夜へ 루리이로노요루에[*])〉                                    | 키스기 에츠코   | 사세 쥬이치       | 하기타 미츠오                  | 3:40      |
| 6.           | 〈〈소녀A〉(少女A 쇼조에[*])〉                                                           | 우리노 마사오   | 세리자와 히로아키 | 하기타 미츠오                  | 3:33      |
| 7.           | 〈〈약간의 스캔들〉(少しだけスキャンダル 스코시다케 스캰다루[*])〉                       | 쇼              | 쇼                | 하기타 미츠오                  | 3:38      |
| 8.           | 〈〈슬로우 모션〉(スローモーション)〉                                                    | 키스기 에츠코   | 키스기 다카오     | 후나야마 모토키                | 4:07      |
| 9.           | 〈〈은하전설〉(銀河伝説)〉                                                               | 시노즈카 마유미 | 사세 주이치       | 후나야마 모토키                | 3:40      |
| 10.          | 〈〈1/2의 신화〉(1/2の神話)〉                                                            | 우리노 마사오   | 오사와 요시유키   | 하기타 미츠오                  | 3:19      |
| 11.          | 〈〈요코하마 A·KU·MA〉(ヨコハマA・KU・MA)〉                                              | 나카자토 츠즈루 | 미나미 요시타카   | 하기타 마츠오                  | 3:41      |
| 12.          | 〈〈세컨드 러브〉(セカンド・ラブ 세칸도 라부[*])〉                                       | 키스기 에츠코   | 키스기 다카오     | 하기타 미츠오                  | 4:22      |
| 총 재생 시간 | 총 재생 시간                                                                             | 총 재생 시간    | 총 재생 시간      | 총 재생 시간                   | 38:27     |